# Décathlon aux Jeux olympiques d'été de 1992
Pour un article plus général, voir Athlétisme aux Jeux olympiques d'été de 1992.
Navigation
Séoul 1988 Atlanta 1996
L'épreuve du décathlon aux Jeux olympiques de 1992 s'est déroulée les 5 et 6 août 1992 au Stade de Montjuïc de Barcelone, en Espagne. Elle est remportée par le Tchèque Robert Změlík.

## Résultats

### Finale
| Rang               | Athlète                | Pays                        | Performances | Performances | Performances | Performances | Performances | Performances | Performances | Performances | Performances | Performances | Points |
| ------------------ | ---------------------- | --------------------------- | ------------ | ------------ | ------------ | ------------ | ------------ | ------------ | ------------ | ------------ | ------------ | ------------ | ------ |
| Rang               | Athlète                | Pays                        | 100 m        | Longueur     | Poids        | Hauteur      | 400 m        | 110 m haies  | Disque       | Perche       | Javelot      | 1 500 m      | Points |
| Médaille d'or      | Robert Změlík          | Tchécoslovaquie             | 10,78        | 7.87         | 14.53        | 2.06         | 48,65        | 13,95        | 45.00        | 5.10         | 59.06        | 4.27,21      | 8611   |
| Médaille d'argent  | Antonio Peñalver       | Espagne                     | 11,09        | 7.54         | 16.50        | 2.06         | 49,66        | 14,58        | 49.68        | 4.90         | 58.64        | 4.38,02      | 8412   |
| Médaille de bronze | Dave Johnson           | États-Unis                  | 11,16        | 7.33         | 15.28        | 2.00         | 49,76        | 14,76        | 49.12        | 5.10         | 62.86        | 4.36,63      | 8309   |
| 4                  | Dezső Szabó            | Hongrie                     | 11,09        | 7.42         | 13.73        | 1.97         | 48,24        | 14,86        | 39.22        | 5.30         | 59.14        | 4.19,96      | 8199   |
| 5                  | Rob Muzzio             | États-Unis                  | 11,36        | 6.94         | 16.02        | 2.00         | 50,00        | 14,75        | 50.74        | 4.90         | 61.64        | 4.31,52      | 8195   |
| 6                  | Paul Meier             | Allemagne                   | 10,75        | 7.54         | 15.34        | 2.15         | 48,33        | 15,22        | 42.14        | 4.60         | 55.44        | 4.38,21      | 8192   |
| 7                  | William Motti          | France                      | 11,42        | 7.13         | 15.44        | 2.12         | 50,44        | 15,02        | 50.58        | 4.70         | 67.60        | 4.48,69      | 8164   |
| 8                  | Ramil Ganiyev          | Équipe unifiée de l’ex-URSS | 10,97        | 7.49         | 14.35        | 2.12         | 49,30        | 14,78        | 45.08        | 4.90         | 54.70        | 4.42,20      | 8160   |
| 9                  | Sten Ekberg            | Suède                       | 11,11        | 7.02         | 14.32        | 2.03         | 48,91        | 14,97        | 45.76        | 4.90         | 62.22        | 4.29,11      | 8136   |
| 10                 | Robert de Wit          | Pays-Bas                    | 11,09        | 7.02         | 15.48        | 2.00         | 49,24        | 14,89        | 48.34        | 4.80         | 61.36        | 4.41,39      | 8109   |
| 11                 | Gernot Kellermayr      | Autriche                    | 10,49        | 7.53         | 14.56        | 1.91         | 47,91        | 14,64        | 45.06        | 4.80         | 53.74        | 4.52,56      | 8076   |
| 12                 | Viktor Radchenko       | Équipe unifiée de l’ex-URSS | 11,30        | 7.33         | 15.21        | 1.97         | 50,62        | 14,78        | 44.84        | 4.90         | 62.56        | 4.33,49      | 8071   |
| 13                 | Frank Müller           | Allemagne                   | 10,95        | 7.25         | 13.55        | 1.97         | 47,98        | 14,51        | 42.56        | 4.60         | 61.84        | 4.29,19      | 8066   |
| 14                 | Andrei Nazarov         | Estonie                     | 11,03        | 7.13         | 13.11        | 2.09         | 49,07        | 14,60        | 44.58        | 4.80         | 54.56        | 4.26,19      | 8052   |
| 15                 | Alain Blondel          | France                      | 11,31        | 7.31         | 13.56        | 2.03         | 49,19        | 14,50        | 37.78        | 5.10         | 58.00        | 4.23,82      | 8031   |
| 16                 | Álvaro Burrell         | Espagne                     | 10,95        | 7.56         | 14.41        | 2.03         | 48,14        | 15,18        | 43.52        | 4.50         | 45.66        | 4.22,42      | 7952   |
| 17                 | Thorsten Dauth         | Allemagne                   | 10,80        | 7.30         | 15.29        | 1.97         | 48,33        | 14,76        | 44.70        | 4.50         | 52.94        | 4.44,91      | 7951   |
| 18                 | David Bigham           | Grande-Bretagne             | 11,14        | 7.26         | 12.56        | 1.94         | 47,73        | 14,94        | 37.42        | 4.50         | 60.52        | 4.27,42      | 7754   |
| 19                 | Dean Smith             | Australie                   | 10,97        | 7.43         | 13.67        | 1.91         | 50,06        | 15,29        | 42.54        | 4.50         | 60.52        | 4.46,83      | 7703   |
| 20                 | Sándor Munkácsy        | Hongrie                     | 11,13        | 7.28         | 12.56        | 1.91         | 48,69        | 14,81        | 41.22        | 4.40         | 52.90        | 4.18,62      | 7698   |
| 21                 | Beat Gähwiler          | Suisse                      | 11,56        | 7.07         | 12.92        | 1.88         | 50,08        | 15,17        | 43.26        | 4.60         | 58.82        | 4.12,07      | 7676   |
| 22                 | Francisco Javier Benet | Espagne                     | 11,41        | 6.94         | 12.99        | 1.91         | 49,60        | 14,86        | 40.10        | 4.50         | 59.68        | 4.42,58      | 7484   |
| 23                 | Alper Kasapoğlu        | Turquie                     | 11,40        | 7.15         | 13.40        | 1.91         | 51,54        | 15,42        | 39.80        | 4.50         | 47.90        | 4.45,77      | 7205   |
| 24                 | Albert Miller          | Fidji                       | 11,40        | 6.50         | 13.21        | 1.82         | 50,76        | 15,08        | 39.90        | 3.80         | 57.80        | 4.48,81      | 6971   |
| 25                 | Erich Momberger        | Papouasie-Nouvelle-Guinée   | 11,55        | 6.33         | 13.57        | 1.88         | 51,78        | 16,68        | 39.52        | 4.20         | 52.24        | 4.46,64      | 6780   |
| 26                 | Homelo Vi              | Tonga                       | 11,14        | 6.91         | 11.97        | 1.82         | 51,45        | 15,70        | 40.68        | 4.00         | 52.32        | 5.17,57      | 6768   |
| 27                 | Ibrahim Al-Matrooshi   | Émirats arabes unis         | 11,63        | 6.37         | 8.62         | 1.91         | 51,40        | 15,98        | 24.58        | 4.10         | 46.06        | 4.55,76      | 6124   |
| 28                 | Jorge Maradiaga        | Honduras                    | 11,75        | 6.18         | 9.54         | 1.70         | 54,81        | 16,20        | 30.26        | 4.00         | 42.46        | 5.04,10      | 5746   |
|                    |                        |                             |              |              |              |              |              |              |              |              |              |              |        |
| —                  | Erki Nool              | Estonie                     | 11,08        | 7.79         | 12.14        | 1.97         | 49,76        | 15,95        | 35.46        | 5.00         | NM           | DNS          | DNF    |
| —                  | Pedro da Silva         | Brésil                      | 11,21        | 7.00         | 14.71        | 2.06         | 49,55        | 14,70        | NM           | DNS          | —            | —            | DNF    |
| —                  | Aric Long              | États-Unis                  | 11,25        | 7.21         | 14.00        | 2.18         | 49,93        | DSQ          | 45.76        | DNS          | —            | —            | DNF    |
| —                  | Mike Smith             | Canada                      | 11,02        | 6.83         | 15.03        | 2.00         | 50,04        | DNS          | —            | —            | —            | —            | DNF    |
| —                  | Christian Plaziat      | France                      | 10,70        | 7.21         | 14.88        | 1.97         | DNS          | —            | —            | —            | —            | —            | DNF    |
| —                  | Eduard Hämäläinen      | Équipe unifiée de l’ex-URSS | 11,10        | 7.15         | 14.78        | 2.00         | DNS          | —            | —            | —            | —            | —            | DNF    |
| —                  | Petri Keskitalo        | Finlande                    | 11,24        | 7.33         | 15.41        | NM           | —            | —            | —            | —            | —            | —            | DNF    |
| —                  | Simon Poelman          | Nouvelle-Zélande            | 12,22        | DNF          | DNS          | —            | —            | —            | —            | —            | —            | —            | DNF    |

## Légende
Records et Performances
- AR : Record continental (area record)
- CR : Record des championnats (championship record)
- MR : Record du meeting (meet record)
- NR : Record national (national record)
- OR : Record olympique (olympic record)
- PR : Record paralympique (paralympic record)
- PB : Record personnel (personal best)
- SB : Meilleure performance personnelle de la saison (season's best)
- WL : Meilleure performance mondiale de l'année (world leader)
- WJR : Record du monde junior (world junior record)
- WR : Record du monde (world record)

Circonstances et Conditions
- DNF : N'a pas terminé (did not finish)
- DNS : N'a pas pris le départ (did not start)
- DQ : Disqualification (disqualification)
- NM : Aucun essai valable enregistré (No Mark)
- Q : Qualifié « directement » au prochain tour (ou à la prochaine compétition), lors d'une compétition majeure, grâce au classement ou à la réalisation des minima (automatic qualifier)
- q : Qualifié au prochain tour (ou à la prochaine compétition), lors d'une compétition majeure, grâce au repêchage ou à la réalisation de l'une des meilleures performances parmi celles des « non qualifiés directement » (grâce au meilleur temps ou à la meilleure distance par exemple) (secondary qualifier)